# Reliquiario del Corporale di Bolsena
Il reliquiario del Corporale di Bolsena è un'opera  di oreficeria medievale conservata esposta nel Museo dell'Opera del Duomo di Orvieto. Venne realizzato dall'orefice senese Ugolino di Vieri per conservare il lino liturgico che venne miracolosamente bagnato dal sangue scaturito da un'ostia consacrata, durante la messa celebrata da uno scettico sacerdote boemo a Bolsena nella tarda estate del 1263. Il grande reliquiario, realizzato con la tecnica detta basse-taille, è realizzato in oro, argento e smalti traslucidi, ed è alto 139 cm.

## Descrizione
Si tratta di un'opera di pregio artistico dell'oreficeria senese del XIV secolo, nella cui scuola venne applicata per la prima volta la tecnica degli smalti traslucidi dipinti. Inoltre, era una novità per l'Italia l'idea nordeuropea di costruire una complessa architettura gotica in miniatura: esso rappresenta infatti la facciata del Duomo di Orvieto, tripartita e con i timpani più acuti che nella realtà; inoltre vi svettano una serie di pinnacoli sormontati da statuette dorate, un dettaglio che non fa parte dell'architettura italiana ma transalpina e che dimostra gli scambi tra le diverse culture, che proprio tramite le opere di oreficeria avevano un veicolo privilegiato. Altre statuine a tutto tondo si trovano alla base del reliquiario.
Trentadue scene di smalto dipinto rappresentano le Storie del Corporale e della Passione di Cristo, create con uno stile aggiornatissimo: ambientazioni architettoniche elaborate, linee movimentatamente gotiche e cura nei dettagli fanno sì che vi si scorgano affinità con Simone Martini e con i contemporanei fratelli Lorenzetti, con un gusto ancora più marcatamente gotico, che ne fanno un fondamentale esempio dell'arte pittorica della scuola senese. Negli smalti, la tonalità dominante è quella del blu, sulla quale spiccano punte brillanti di giallo, di verde e rosso, rendendo perfettamente leggibili le scene e i sottili rilievi guida sottostanti.
Il reliquiario era originariamente conservato presso il Duomo di Orvieto e in tempi recenti, dopo il 2013 ma prima del 2020, è stato trasferito nel contiguo museo.